# Dennis Horn
Dennis Sutton Horn (* 5. Juli 1909 in Upwell (Norfolk); † 23. April 1974 in Tilney (Norfolk)) war ein britischer Radrennfahrer und nationaler Meister im Radsport.

## Sportliche Laufbahn
Horn war im Bahnradsport und im Straßenradsport aktiv. 1932 gewann er den nationalen Titel im Tandemrennen mit John Sibbit als Partner. 1933 wurden beide Fahrer Dritte der Meisterschaft. 1932 bis 1934 und 1938 siegte er in der nationalen Meisterschaft im Sprint. 1932, 1934, 1936 und 1937 wurde er Vize-Meister. 1931, 1933, 1935 kam er auf den dritten Rang.
Den Muratti Gold Cup, ein renommiertes internationales Bahnrennen in Großbritannien, gewann er 1931 bis 1933 und 1935 bis 1936. 1930 war er Zweiter hinter John Sibbitt geworden. 1939 kam er erneut auf den zweiten Platz. 1933 gewann er mit dem Good Friday Meeting das international wichtigste Sprintturnier in Großbritannien vor Toni Merkens. 1933 und 1935 gewann er den Tonica Gold Cup. Im Grand Prix Kopenhagen 1934 wurde er Zweiter. 
Auf der Straße holte er 1930, 1932, 1934 den nationalen Titel im Einzelzeitfahren. Horn gehörte in den 1930er Jahren mit seinem Bruder Cyril zu den erfolgreichsten britischen Fahrern. Beide verdienten nach eigenen Angaben zeitweise als Amateure mehr Geld als die erfolgreichsten britischen Profis. Beide Brüder verzichteten auf Alkohol und das Rauchen, da sie glaubten, dass dies ihrer Fitness schaden würde.

## Familiäres
Sein Bruder Cyril Horn war ebenfalls Radrennfahrer und erfolgreicher Eisschnellläufer.